# Угоститељско-туристичка школа са домом ученика у Врњачкој Бањи
Угоститељско-туристичка школа са домом ученика је једна од средњих школа у Врњачкој Бањи. Налази се у улици Чајкино брдо 18.

## Историјат

### Нижа угоститељска школа
Током 1948. и 1949. године су основане прве угоститељске школе у Београду и Врњачкој Бањи и прва Средња туристичко-угоститељска школа у Аранђеловцу, познатија под називом Туристичко-угоститељски техникум, која је касније премештена у Београд као економска школа општег типа. Угоститељске школе у Врњачкој Бањи и Београду су имале изузетан значај и заслуге за развој угоститељског школства у Србији. Ученици су у школи имали теоретску наставу одвојену од праксе. Развој врњачке угоститељске школе почиње од њеног оснивања као Ниже угоститељске школе која је постојала две године, а затим прерасла у стручну угоститељску школу. Иницијатива за оснивање угоститељске школе је потекла од Управе бањских места Србије када је уочена потреба за угоститељским кадром. Састанку који је одржан 26. августа 1949. у Врњачкој Бањи су присуствовали представници Дирекције бањских климатских места Социјалистичке Републике Србије, Министарства здравља и социјалне политике, професори Медицинског факултета Универзитета у Београду, представници народне власти и друштвено-политичких организација, руководиоци бања Србије и чланови Савета лечилишта у Врњачкој Бањи. Састанком је руководио Бранислав Ћурчић, управник бањског лечилишта у Врњачкој Бањи. Одлучено је да се оснује Угоститељска школа и да се о њој у самом почетку брине управа Врњачке Бање пружајући организациону и материјалну помоћ, а убрзо је прешла у надлежност Министарства здравља. У почетку су радили у адаптираној згради предратног жандармеријског дома у коме су поред две учионице биле трпезарија и кухиња и просторије за спавање. Свечано отварање школе је обављено на Дан Републике 1949. године, а редовна настава је почела 1. децембра. Ученицима који су дошли из појединих бања је обећано да их у Врњачкој Бањи очекују нова одела, опремљен интернат и организована школа, међутим, од тога није било ништа због чега су ученици били незадовољни и враћали се у предузећа из којих су дошли. У интернату школе нису постојали услови, школске радионице није било те су ученици распоређени по угоститељским предузећима. У наредној школској 1950—51. години је уписана још једна генерација ученика са четворогодишњом основном школом када су имали четири одељења са 130 ученика. Услови за рад су побољшани, добили су и наставника. У периоду од оснивања школе до 1953. године Угоститељска школа се непрекидно суочавала са проблемима око простора, радионица за практичну обуку ученика и школског намештаја. Трећа генерација ученика су били ученици са завршеном осмогодишњом школом већина из Војводине.

### Стручна угоститељска школа
Јануара 1952. издвајањем угоститељства од бањског лечилишта школи је уступљен ресторан „Нови угоститељ” (бивши ресторан „Зеленгора”) где је други део хотела „Звезда”. После мањих поправки у ресторану отворена је школска радионица за практичну наставу – обуку ученика априла исте године што представља један од важних момента у развоју школе јер од тада имају стално своју радионицу. У ресторану „Нови угоститељ” је дограђен простор који је служио за посластичарницу тако да су ученици свих занимања имали потпуну практичну наставу. Уписом ученика са завршеном осмогодишњом школом мења се план и програм наставе, а школа добија назив Стручна угоститељска школа. Реорганизацијом угоститељства у Врњачкој Бањи школска радионица се пребацила у санаторијум „Мишовић”, интернат у бившу болницу, а за потребе теоретске наставе је додељена мала зграда стационара „Мирко Томић”. Додељене просторије нису одговарале намени за оспособљавање угоститељског кадра па су од 1955. године додељени садашњи објекти ресторан „Истра”, пансион „Морава” за практичну обуку ученика, вила „Дурмитор” за интернат и вила „Зораида” за теоријску наставу. Због сталне промене локације инвентар се оштетио, а доста је материјалних средстава утрошено на разне поправке и адаптације. Године 1955. Савезна скупштина Социјалистичке Федеративне Републике Југославије је усвојила општи закон о управљању школама па се и у овим установама оснивају школски одбори. Школске 1955—56. године долази до промена у наставном плану и програму, у наставу се уводе нови предмети: Познавање робе са технологијом, Државно и друштвено уређење ФНРЈ, Основи психологије и моралног васпитања и Књиговодство, а практичан рад се посебно оцењује. Школа је имала осам одељења, настава се изводила по сменама од седам дана, четири одељења су на пракси, а четири на теоријској настави.

### Угоститељска школа са практичном обуком
У децембру 1959. је обележена десетогодишњица од оснивања Угоститељске школе уз присуствовање представника угоститељских школа Србије, друштвено-политичких организација и угоститељско-туристичке привреде Врњачке Бање и Среза Краљево. У ресторану „Истра” је изведен програм који је припремила драмска, фолклорна и рецитаторска секција. Почетком 1960. године Савезна народна скупштина је донела резолуцију о стручном школству и образовању стручних кадрова на основу указаних све већих потреба привреде за кадром одређене специјалности, као и потребе да образовање учини нови квалитетно виши корак у организационом и образовном погледу. Одлуком Савета за просвету и културу Социјалистичке Републике Србије је завршена настава за трећи разред 15. јануара 1961. због скраћења школовања на две године и тада су добили назив „Угоститељска школа са практичном обуком”. Број одељења и ученика се смањио тако да су имали 136 ученика. Школа је пребачена у просторије бивше Основне школе, услови за рад су били отежани, прозори оштећени, под пропао, а просторије су загреване пећима. После годину дана рада под оваквим условима Народни одбор општине Врњачка Бања предузима мере да се школа адаптира и догради спрат. У школској 1962—63. се настава одвијала у новосаграђеној Основној школи „Попински борци” у трећој смени од 17 до 22 часа када се заврши настава друге смене основне школе. У новој, дограђеној и адаптираној школској згради са осам учионица и два кабинета за хемију и физику, настава се одржавала од школске 1963—64. године.

### Школски центри
Школски центар за образовање кадрова у угоститељству је основан решењем Народног одбора Општине Врњачка Бања 20. септембра 1962. као самостална установа заснована на начелима друштвеног самоуправљања чије је делатност проширена. Поред редовне школе за школовање квалификованог угоститељског кадра из редова омладине, школовали су се и полазници из радног односа за квалификоване раднике. Потреба за висококвалификованим угоститељским кадром из радног односа је условило формирање одељења за висококвалификоване угоститељске раднике занимања кувар и конобар у трајању од годину дана. Одлуком Скупштине општине Врњачка Бања септембра 1968. године је формиран центар са називом „Школски центар за образовање кадрова у угоститељству, туризму и другим привредним делатностима”. Од 1969—70. сви одсеци су радили по новом наставном плану и програму који је донео Просветни савет СР Србије, у наставу су уведени нови предмети: Економско образовање, Економска географија и Уметничко и здравствено васпитање. Делатност Школског центра је проширена оснивањем Туристичке школе па је 1970—71. у свом саставу имао три школе. Похађало га је 623 ученика распоређених у деветнаест одељења. Угоститељска школа је имала дванаест одељења са 386 ученика, Туристичка школа три одељења са 102 ученика, а Школа за квалификоване раднике четири одељења са 135 ученика. Године 1977. су предузете све мере за отварање Више угоститељске школе у Врњачкој Бањи и верификације одељења Више угоститељске школе из Београда. Урађен је елаборат, прибављена су мишљења Коморе и радних организација угоститељско-туристичке привреде о оправданости отварања Више угоститељске школе у Врњачкој Бањи. Због доношења прописа и регулисања мреже виших и високих школа у Социјалистичкој Републици Србији питање отварања Више школе је одложено за каснији период док се сва та питања не регулишу. Школске 1977—78. године је престао упис у класичне школе па је у први разред уписана прва генерација заједничке основе чије је образовање трајало две године у оквиру новог наставног плана и програма усмереног образовања и васпитања. Тада је Школски центар имао 320 ученика и четрнаест одељења без првог разреда. Издвајањем заједничке основе, Центар је постепено остајао са мањим бројем одељења.

### Угоститељско-туристичка школа са домом ученика
Године 1989. су се раздвојили Гимназија и Угоститељско-туристичка школа са домом ученика и тада су постале самосталне установе. Од 1996. до 1999. године Министарство просвете, науке и технолошког развоја Републике Србије одобрава Угоститељско-туристичкој школи у Врњачкој Бањи отварање одељења за занимање конобар и кувар у трајању од три године ван седишта школе у Рашки, Брусу и Ивањици. Од 1999. до данас је уређен кабинет куварства по европским стандардима, адаптиран је простор за кабинет услуживања, бивши кабинет куварства је преуређен у кабинет посластичарства, изграђене су свлачионице за ученике испред кабинета, адаптиран је простор за информатику и рачунарство, у школској радионици је адаптиран кухињски део, изграђена је пекара, уређена је летња башта испред школске радионице и покривена, адаптирана је школска радионица „Беба” и уређена је тераса испред, реконструисан је бифе у школској згради, пансион „Морава” је адаптиран и промењена је намена, дом ученика је адаптиран и обезбеђени су бољи услови смештаја ученика, постављена је дренажа око зграде, замењени су прозори и врата, уређени су санитарни чворови и кухиња, адаптирана је канцеларија за наставнике и директора и опремљен је простор са намештајем и савременом опремом. Данас садржи образовне профиле Туристички, Туристичко-хотелијерски, Угоститељски и Кулинарски техничар, Конобар, Кувар и Посластичар и кабинет услуживања, куварства, посластичарства и рачунарства и информатике.

## Догађаји
Догађаји Угоститељско-туристичке школе:
- Школска слава Свети Сава
- Међународно такмичење кувара „Бисер Коњиц”
- Републичко такмичење угоститељско-туристичких школа Србије
- Интерно такмичење – бирање победника за учешће у финалном такмичењу „Млади посластичар”
- Европски дан језика
- Заједно против рака грлића материце
- Бадел Бармен Јуниор Куп
- Конференција „Родна равноправност”
- Пројекат „Туризам – пасош мира”
- Сајам науке и образовања
- Међународно такмичење „Бисер мора Брач”
- ГАТУС
- Дани франкофоније